# Turnhout (járás)
Turnhout járás a belgiumi Antwerpen tartományban található. Területe 1356,86 km², lakossága 2010-ben 435 000 fő, népsűrűsége 321 fő/km².

## Története

### A név eredete
A járást a legnagyobb városról, Turnhoutról nevezték el, amely a turn és hout szavakból ered. A Turn feltehetően a germán eredetű durnum-ból származik, jelentése "tüske". A hout szintén germán eredetű, a hulta szól jelentése jelentése "erdő" volt. A hely neve 1186-ban jelent meg írásos forrásban, a tongerloi apátság egyik dokumentumában Turnolt formában.

### Megalapítása
A járást 1800-ban a francia megszállás alatt, Napóleon rendeletére hozták létre, a Deux-Nèthes tartomány két járása egyikeként. A járáshoz eredetileg Arendonk, Herentals, Hoogstraten, Mol, Turnhout és Westerlo kantonok tartoztak.

## Földrajza
Turnhout járás Antwerpentől keletre található és lényegében magába foglalja a Kempen tájegységet. A járás területe szinte teljesen kitölti Antwerpen tartomány keleti részét, legészakibb pontja Hoogstraten, legdélibb pontja Herselt, legnyugatibb pontja Grobbedonk, legkeletibb pontja pedig Balen. A járáshoz tartozik még Baarle-Hertog település is, amelynek jellegzetessége, hogy Hollandia területébe beékelődött enklávé - a belga szabadságharc egyik maradványa, a belga–holland határvita egyik érintett települése. A kerület legnagyobb, névadó városa Turnhout.

### Vízrajza
A Kis-Nete folyó az Arendonk, Retie, és Mol-Postel közötti területen ered, a folyóban számos, Flandriában ritka halfaj található. Mellékfolyói a Molenbeek, a Aa és a Wamp, Grobbendonk területén hagyja el a járást.
A Nagy-Nete folyó Balen közelében érkezika járásba, Meerhout, Geel, Laakdal és Westerlo érintésével Heist-op-den-Berg mellett lép ki belőle. A Kis- és Nagy-Nete a Schelde mellékfolyói.
A járás területén, Turnhout mellett ered a Mark folyó, amely a Maas folyó mellékfolyója.

## Települései
| - Arendonk - Baarle-Hertog - Balen - Beerse - Dessel - Geel (város) - Grobbendonk - Herentals (város) - Herenthout - Herselt - Hoogstraten (város) | - Hulshout - Kasterlee - Laakdal - Lille - Meerhout - Merksplas - Mol - Olen | - Oud-Turnhout - Ravels - Retie - Rijkevorsel - Turnhout (város) - Vorselaar - Vosselaar - Westerlo |